# Llista d'ocells de la Polinèsia Francesa
Aquesta llista d'ocells de la Polinèsia Francesa inclou totes les espècies d'ocells trobats a la Polinèsia Francesa: 121, de les quals 26 en són endemismes, 1 n'és un endemisme reproductor, 27 estan globalment amenaçades d'extinció i 14 hi foren introduïdes.
Els ocells s'ordenen per ordre i família.

## Procellariiformes

### Diomedeidae
- Diomedea exulans
- Diomedea epomophora
- Thalassarche melanophris

### Procellariidae
- Macronectes giganteus
- Daption capense
- Pterodroma macroptera
- Pterodroma rostrata
- Pterodroma lessonii
- Pterodroma alba
- Pterodroma inexpectata
- Pterodroma ultima
- Pterodroma neglecta
- Pterodroma arminjoniana
- Pterodroma atrata
- Pterodroma externa
- Pterodroma cookii
- Pterodroma nigripennis
- Halobaena caerulea
- Bulweria bulwerii
- Procellaria cinerea
- Puffinus creatopus
- Puffinus pacificus
- Puffinus griseus
- Puffinus tenuirostris
- Puffinus nativitatis
- Puffinus assimilis
- Puffinus lherminieri

### Hydrobatidae
- Pelagodroma marina
- Fregetta grallaria
- Nesofregetta fuliginosa
- Oceanodroma castro
- Oceanodroma leucorhoa

## Pelecaniformes

### Phaethontidae
- Phaethon aethereus
- Phaethon rubricauda
- Phaethon lepturus

### Sulidae
- Sula dactylatra
- Sula sula
- Sula leucogaster

### Fregatidae
- Fregata minor
- Fregata ariel

## Ciconiiformes

### Ardeidae
- Ardea herodias
- Ardea alba
- Egretta sacra
- Bubulcus ibis
- Butorides striata

## Anseriformes

### Anatidae
- Anas superciliosa
- Anas acuta
- Anas clypeata

## Falconiformes

### Accipitridae
- Circus approximans

## Galliformes

### Phasianidae
- Gallus gallus
- Phasianus colchicus

## Gruiformes

### Rallidae
- Porzana tabuensis
- Porphyrio porphyrio

## Charadriiformes

### Charadriidae
- Pluvialis fulva
- Pluvialis squatarola
- Charadrius semipalmatus

### Scolopacidae
- Numenius tahitiensis
- Tringa brevipes
- Tringa incana
- Tringa flavipes
- Prosobonia cancellata
- Arenaria interpres
- Calidris alba
- Calidris melanotos
- Tryngites subruficollis
- Philomachus pugnax

### Laridae
- Larus delawarensis
- Larus atricilla
- Larus pipixcan

### Sternidae
- Anous stolidus
- Anous minutus
- Procelsterna cerulea
- Gygis alba
- Onychoprion fuscatus
- Onychoprion lunatus
- Thalasseus bergii

### Stercorariidae
- Stercorarius pomarinus
- Stercorarius parasiticus

## Columbiformes

### Columbidae
- Columba livia
- Geopelia striata
- Gallicolumba erythroptera
- Gallicolumba rubescens
- Ptilinopus purpuratus
- Ptilinopus chalcurus
- Ptilinopus coralensis
- Ptilinopus huttoni
- Ptilinopus dupetithouarsii
- Ducula pacifica
- Ducula aurorae
- Ducula galeata

## Psittaciformes

### Psittacidae
- Vini kuhlii
- Vini peruviana
- Vini ultramarina

## Cuculiformes

### Cuculidae
- Eudynamys taitensis

## Strigiformes

### Strigidae
- Bubo virginianus

## Apodiformes

### Apodidae
- Aerodramus leucophaeus
- Aerodramus ocistus

## Coraciiformes

### Alcedinidae
- Todiramphus veneratus
- Todiramphus tutus
- Todiramphus godeffroyi
- Todiramphus gambieri

## Passeriformes

### Hirundinidae
- Riparia riparia
- Hirundo rustica
- Hirundo tahitica

### Motacillidae
- Motacilla alba

### Pycnonotidae
- Pycnonotus cafer

### Sylviidae
- Acrocephalus caffer
- Acrocephalus atyphus
- Acrocephalus rimitarae
- Acrocephalus mendanae

### Muscicapidae
- Oenanthe oenanthe

### Monarchidae
- Pomarea nigra
- Pomarea iphis
- Pomarea mendozae
- Pomarea whitneyi

### Zosteropidae
- Zosterops lateralis

### Sturnidae
- Acridotheres tristis

### Estrildidae
- Estrilda astrild
- Neochmia temporalis
- Lonchura castaneothorax

### Thraupidae
- Ramphocelus dimidiatus[1]